# Юрс, Йоаким
Йоаким Юрс (дат. Joakim Jürs; род. 15 декабря 1996 года в Кёге, Дания) — датский футболист и гандболист. В настоящее время является вратарём футбольного клуба «Скоала».

## Карьера футболиста
Йоаким начинал карьеру в клубах из своего родного Кёге. В 2014 году он покинул юношескую команду «Херфёльге» и провёл без футбола 2 сезона, сконцентрировавшись на карьере гандболиста. В 2016 году Йоаким стал игроком «Фрема» из четвёртого датского дивизиона. Он дебютировал за «Фрем» 13 мая 2017 года, пропустив 4 гола в матче против «Хеллестеда». Это была единственная игра голкипера за 2 сезона, проведённых в клубе из Бьеверскова. В 2018 году он взял свою вторую паузу в футбольной карьере.
Йоаким снова возобновил карьеру футболиста в сезоне-2020, присоединившись к фарерскому клубу «Б68». Его дебют за новую команду состоялся 8 июля 2020 года в матче кубка Фарерских островов с «Вуйчингуром», где он пропустил 2 мяча. В том сезоне Йоаким был вторым вратарём тофтирцев и больше не сыграл за первую команду, ограничившись одним появлением в её дублирующем составе. В 2021 году Йоаким заключил с «Б68» контракт профессионала, ради чего он также приостановил гандбольную карьеру.
Йоаким начинал сезон-2021 запасным голкипером, уступив место «первого номера» Эрленну Якобсену. После игры первого тура против «КИ» основной вратарь тофтирцев заболел коронавирусом, и Йоаким получил свой шанс проявить себя. 13 марта голкипер провёл свою первую игру в фарерской премьер-лиге: в поединке с «07 Вестур» он пропустил 3 гола. 20 марта Йоаким стал главным героем матча против «Б36», сохранив свои ворота в неприкосновенности.

## Гандбольная карьера
Йоаким стал игроком гандбольного «Кёге» (дат. Køge Håndbold) в 2014 году, когда команда взяла курс на омоложение состава. 3 сезона он был запасным голкипером, находясь за спиной Кена Берковица. Йоаким дебютировал за «Кёге» 18 февраля 2017 года в матче второй датской лиги против «Нестведа» и стал одним из героев встречи. Летом того же года он перебрался в фарерский «СтИФ» (фар. Stranda Ítróttarfelag), в составе которого голкипер провёл 3 неполных сезона. 1 марта 2020 года состоялся переход Йоакима из «СтИФ» в «КИФ» (фар. Kollafjarðar ÍF). В феврале 2021 года голкипер принял решение покинуть «КИФ» и приостановить гандбольную карьеру, чтобы сосредоточиться на футбольной.